# Federal ullclar
El federal ullclar (Agelasticus xanthophthalmus) és una espècie d'ocell de la família dels ictèrids (Icteridae) que habita aiguamolls de l'est de l'Equador i est del Perú.